# Bartolomé Calvo
Bartolomé Calvo Díaz de Lamadrid (Cartagena das Índias, 24 de agosto de 1815 – Quito, 2 de janeiro de 1889) foi um jornalista, advogado, diplomata e político colombiano. Ocupou o cargo de presidente de seu país entre 1 de abril de 1861 e 18 de julho de 1861.